# Lilpop (tramwaj)

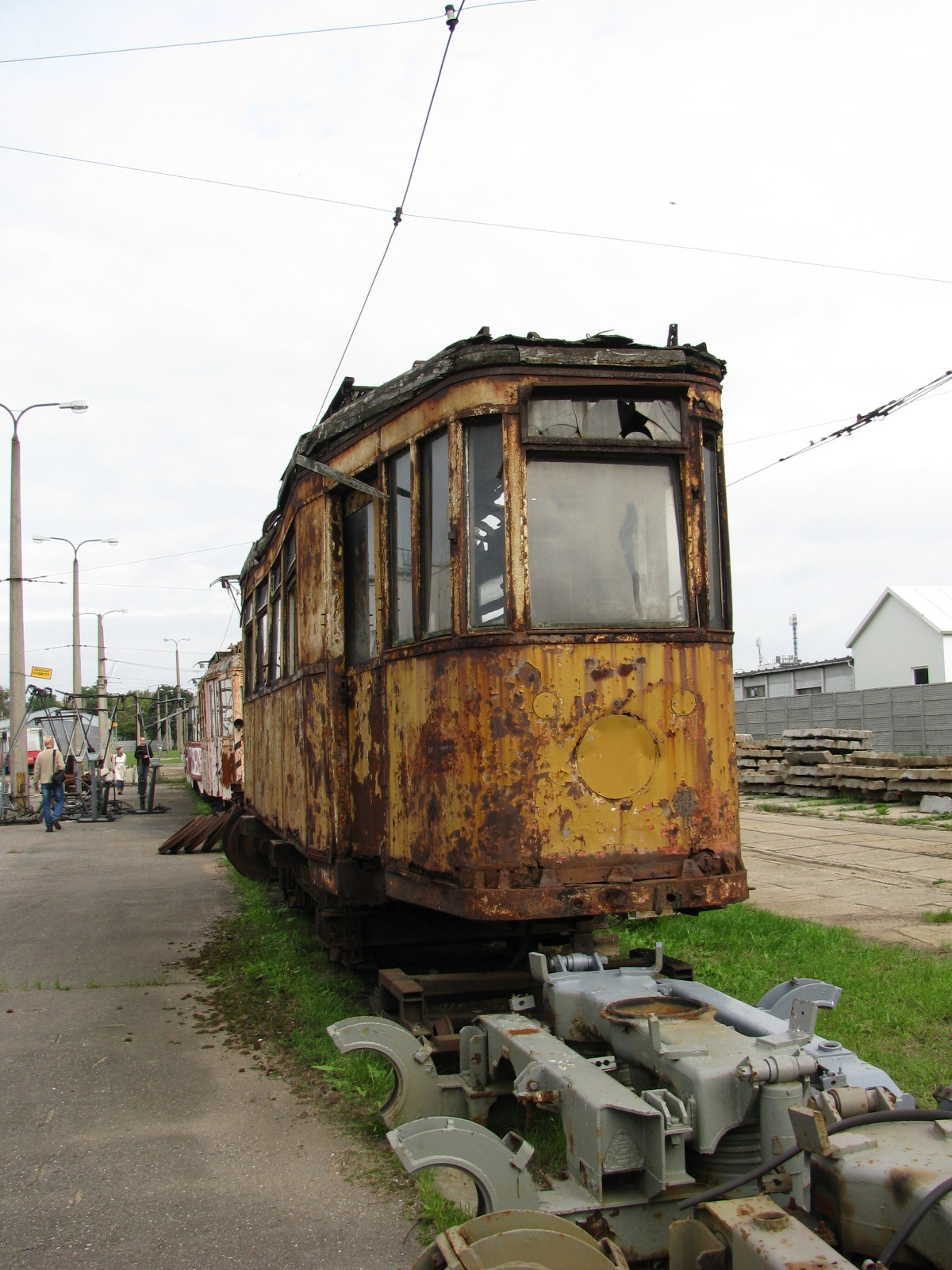
Lilpop III D (Bydgoszcz)

Lilpop – tramwaj produkcji firmy Lilpop, Rau i Loewenstein z lat 1927–1938. Przeznaczony na tor wąski.

## Konstrukcja
Tramwaj był konstrukcji drewnianej. Wagon miał po 5 rozsuwanych okien. Drewniane dachy pokryte były brezentem. Posiadały silniki produkcji Bergram oraz Škody.

## Eksploatacja
Początkowo (przed II wojną światową) eksploatowano je w Krakowie i Łodzi, a po wojnie – od 1953 – również w Bydgoszczy.